# Brede Hangeland
Brede Paulsen Hangeland (Houston, Estados Unidos, 20 de junio de 1981) es un exfutbolista noruego que jugaba de defensa.
En agosto de 2016 anunció su retirada.

## Selección nacional
Fue internacional con la selección de fútbol de Noruega en 91 ocasiones en las que anotó 4 goles.

## Clubes
| Club                 | País       | Año       |
| -------------------- | ---------- | --------- |
| Viking FK            | Noruega    | 2000-2005 |
| F. C. Copenhague     | Dinamarca  | 2006-2008 |
| Fulham F. C.         | Inglaterra | 2008-2014 |
| Crystal Palace F. C. | Inglaterra | 2014-2016 |

## Palmarés

### Campeonatos nacionales
| Título                 | Club             | País      | Año  |
| ---------------------- | ---------------- | --------- | ---- |
| Copa de Noruega        | Viking FK        | Noruega   | 2001 |
| Superliga de Dinamarca | F. C. Copenhague | Dinamarca | 2006 |
| Superliga de Dinamarca | F. C. Copenhague | Dinamarca | 2007 |